# Костянтин Степанков. Спомини після життя
«Костянтин Степанков. Спомини після життя» — український документальний фільм про легендарного актора Костянтина Степанкова режисера Віктора Олендера.
Кінорежисеру документального історико-біографічного кінопроєкту «Костянтин Степанков. Спомини після життя» Віктору Петровичу Олендеру присуджена Державна премія України імені Олександра Довженка 2016 року — за видатний внесок у розвиток українського кіномистецтва.

## Опис
Таку назву має документальна тетралогія Віктора Олендера, прем'єра якої 17 січня відбулася в Будинку кіно. Раніше Олендер зняв картину «Пасажири з минулого століття», присвячену видатному документалісту Ізраїлю Гольдштейну. Утім, не лише йому, оскільки фільм-портрет людини став літописом століття, де розповідь Гольдштейна про себе і свій час поєдналася з численними кадрами хроніки. Так і «Спомини після життя» не лише й не так про Костянтина Степанкова, як про його добу, тодішній кінопроцес, людей, які його оточували. Степанков і був цілою епохою в українському кінематографі як актор, який створив багато цікавих образів, і як педагог, що виховав талановитих учнів.
Працювали над фільмом близько семи років. Олендер здійснив титанічну роботу, зважаючи і на тривалість фільму, і на його насичений зміст. Історія життя Степанкова переплетена з історією радянського і, зокрема, українського кінематографа. Режисер зробив цим фільмом і просвітницький крок, своєрідну антологію радянського кіно, адже далеко не кожен сучасний глядач знає і бачив включені до оповіді Степанкова фільми, в кращому разі чув їхні назви.
Кінематограф увійшов у життя Степанкова фільмом «Людина з кіноапаратом» Дзиги Вертова, котрий демонстрували в його рідному селі. Далі бачимо калейдоскоп пізніших стрічок, які в дитинстві вабили хлопця до уманського кінотеатру, а пізніше стали складником його навчання на акторському факультеті й частиною самого Костянтина Петровича та зіграних ним персонажів. Варто відзначити вдалий монтаж Артема Сухарєва: кадри з фільмів, кінохроніка органічно вписуються в канву розповіді актора, створюючи кінохроніку власного життя актора. Відчутним є глибоко особисте ставлення Степанкова до згадуваних фільмів, персонажі яких були то далекими героями його дитинства і юності, то виникали поряд на знімальному майданчику. Тими картинами він пишався, вони стверджували силу українського кіно. Як протиставлення цьому лейтмотивом у фільмі звучить тема жалю про сучасний стан українського кіно, реквієм за кіностудією ім. О. Довженка. Щиру розповідь Степанкова про перші візити на кіностудію «через паркан», згодом про свої ролі, колег на знімальному майданчику ілюстровано кадрами фактично не функціонуючої кіностудії початку 2000-х років. Її руїна відгукується болем Степанкова, який останні десять років свого життя майже не знімався в кіно, болем, що це все минуло, і йому залишається тільки згадувати.
Загалом у фільмі Костянтин Петрович говорить про себе небагато, але його оповідь про своє походження й дитинство багатьох глядачів приголомшила. Маленький Костя, син репресованого священика, був вимушений змінити прізвище Волощук на материне — Степанко, додавши в кінці літеру «в», і все дитинство провести в переїздах і переховуваннях. Утеча з дому, безпритульні роки в марних пошуках батька, життя в окупованій німцями Умані під час війни, повоєнний голод, матір, яка залишила сина… Тривалий час Степанков був сам на сам із цими страшними спогадами, навіть дружині — Аді Роговцевій — відкрився після 33 років подружнього життя, вже з настанням Незалежності. «Усе життя я брехав, брехав, щоб вижити. Правду про свою сім'ю я нікому сказати не міг, не знала Ада, не знали діти… Я і їм брехав. А ось на сцену виходив, не брехав. І в кіно у своїх ролях — не брехав», — це рядки з щоденникових записів актора, які Ада Роговцева знайшла після смерті в його архіві та опублікувала в книжці «Мій Костя». Травматичний внутрішній досвід дитинства не став на перешкоді Степанкову як акторові, навпаки — дав широку, хоч істинно трагічну, палітру відчуттів, вражень, характерів, які він передавав своїм героям. Сьогодні складно уявити, що Степанков міг стати, наприклад, агрономом чи садівником, а зовсім не актором. Після війни він вступив до Уманського сільськогосподарського інституту, голодне дитинство позначилося на мрії «бути ближче до хліба». Як згадує Костянтин Петрович, кардинальний поворот у житті стався 1948 року. До Умані на гастролі приїхав театр ім. І.Франка. На зустрічі з акторами студенти показали уривки зі своїх аматорських вистав. Амвросій Бучма одразу помітив темпераментного юнака — Костю Степанкова і запропонував учитися на своєму курсі. Ставився до нього по-батьківськи, всіляко опікуючись, очевидно, одразу розгледів майбутній талант. Саме Бучмі присвячено окремий блок теплих спогадів. Степанков у фільмі сказав чи не про кожного свого відомого та вже призабутого сучасника. Перед нами постає ціла галерея його друзів, однокурсників, колег. Про кожного чуємо тепле слово, а на екрані бачимо їхні ролі у фільмах. Згадує він театр ім. І.Франка, де пропрацював чимало років. «В такому середовищі, яким був на той час театр Франка, і дошка могла б зацвісти! Я — не зацвів», — гірко говорить Степанков. Нереалізований потенціал театрального актора він відчував чи не до смерті, мріяв зіграти Гамлета… Чимало жаданих персонажів так і не зіграв, далеко не всіма ролями був задоволений, але внесок Степанкова в розвиток українського кіно дуже важливий.
Час від часу ми бачимо в кадрі власне Степанкова в останні роки його життя. Саме тоді до нього приходив Віктор Олендер і записував спогади актора на диктофон. Тоді ж іноді відбувалися й знімання. Епізоди таких зустрічей з'являються у фільмі, і ми бачимо вже хворого сивого чоловіка, великі плани його обличчя. Особливо виразними є очі Степанкова: за словами його сучасників — завжди сумні й красиві, а в цих кадрах сум, навіть трагізм його очей миттєво визначає настрій сприйняття. Тяжко хворий і часто самотній Степанков глибоко переживав кризу в українському кіно і свою власну вимушену творчу кризу. Говорить, що на запитання дружини «Як ти жив тут без мене?» подумки відповідав, що не жив, а помирав. Підсумок його творчого життя не приніс Костянтину Петровичу полегшення чи відчуття стовідсотково виконаного обов'язку, а став тягарем. Утім, для справжнього митця свідомої фінальної крапки і не може бути, завжди лишатиметься простір для самовдосконалення й відкриття нових творчих граней. А талант Степанкова засяяв різними гранями в десятках фільмів. Його персонажі з «Камінного хреста», «Комісарів», «Аннички», «Захара Беркута», «Думи про Ковпака» житимуть на екранах і в пам'яті глядачів, а спомини лишаться завдяки фільмові.

## Знімальна група
- Оператор — Дмитро Санніков
- Монтаж — Артем Сухарєв
- Звукорежисер — Андрій Герасименко
- Композитор — Юхим Гофман
- Запис музики — Сергій Бедусенко
- Художник, комп'ютерний графік — Володимир Турчинський
- Текст читає Олександр Ігнатуша
- Керівник групи — Валерій Сардудінов